# 富士サミットフォール
富士サミットフォール（富士頂上瀑、ふじちょうじょうばく）は、富士山の山頂火口である大内院にかかる氷柱、氷瀑。

## 概要
富士山頂付近の積雪は例年5月上旬〜中旬頃に最深となり、以後は気温の上昇とともに徐々に減少していく。
日中雪解け水が火口璧や沢を流れ、夜間に再凍結することで、大内院や大沢崩れ上部には大規模な氷柱が生じる。富士サミットフォールはその中でも最大規模のもので、西安河原(にしやさのかわら)に源を発し、白山岳の下、標高約3670m付近から落ちる形で発達する。落差は約100m。出現時期は5月中旬〜6月下旬と限定的ながら、日本最高所に存在する氷瀑である。